# Grand Prix automobile de France 1953
GP précédent GP suivant
Le Grand Prix de France 1953 (XLe Grand Prix de l'A.C.F.), disputé sous la réglementation Formule 2 sur le circuit de Reims-Gueux le 5 juillet 1953, est la vingt-huitième épreuve du championnat du monde de Formule 1 courue depuis 1950 et la cinquième manche du championnat 1953.

## Contexte avant le Grand Prix

### Le championnat du monde
Le Grand Prix de France constitue la cinquième épreuve du championnat du monde 1953, disputé pour la deuxième année consécutive sous la réglementation formule 2 (moteurs deux litres atmosphériques) par suite du désengagement des principaux constructeurs de F1 à la fin de la saison 1951.
Hormis les 500 miles d'Indianapolis qui sont l'apanage des pilotes nord-américains et de leurs roadsters spécifiques, le champion du monde en titre Alberto Ascari et sa Ferrari 500 ont remporté toutes les manches précédant l'épreuve rémoise, et ses trois victoires assurent au pilote italien une confortable avance au classement des pilotes. Dans leur dernière évolution, les Maserati pilotées par Juan Manuel Fangio et José Froilán González sont en mesure de contester la victoire aux Ferrari, leur manque de fiabilité en ce début de saison les a toutefois privées de résultats tangibles. Parmi les autres constructeurs en lice, aucun ne peut inquiéter les deux marques italiennes, et seul Gordini a pu obtenir une place d'honneur, grâce à Maurice Trintignant cinquième lors du Grand Prix de Belgique.

### Le circuit

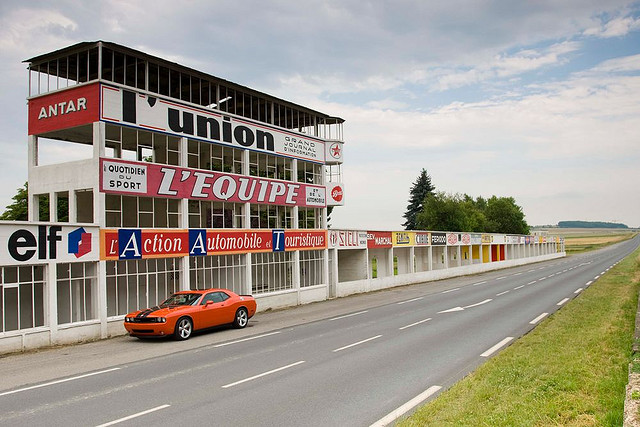
Photo récente de la longue ligne droite des stands, empruntant la départementale 27.

Ce circuit très rapide a été récemment modifié, d'abord par la réalisation en 1952 d'une bretelle permettant d'éviter la traversée du village de Gueux, puis par l'adjonction de la bretelle nord qui porte la longueur de la piste à 8,3 kilomètres. L'ensemble des travaux a coûté à l'Automobile Club de Champagne cent millions de francs,. Avec ses deux longues lignes droites, ce tracé peu sélectif, favorisant l'aspiration, génère des courses spectaculaires et très disputées. Le dernier vainqueur en date est Jean Behra, dont la Gordini a battu les Ferrari pourtant largement favorites lors du Grand Prix de la Marne 1952. Le meeting 1953 voit la création des 12 Heures de Reims, épreuve internationale d'endurance se déroulant en lever de rideau du Grand Prix, le départ étant donné le samedi à minuit.

## Monoplaces en lice
- Ferrari 500 "Usine"

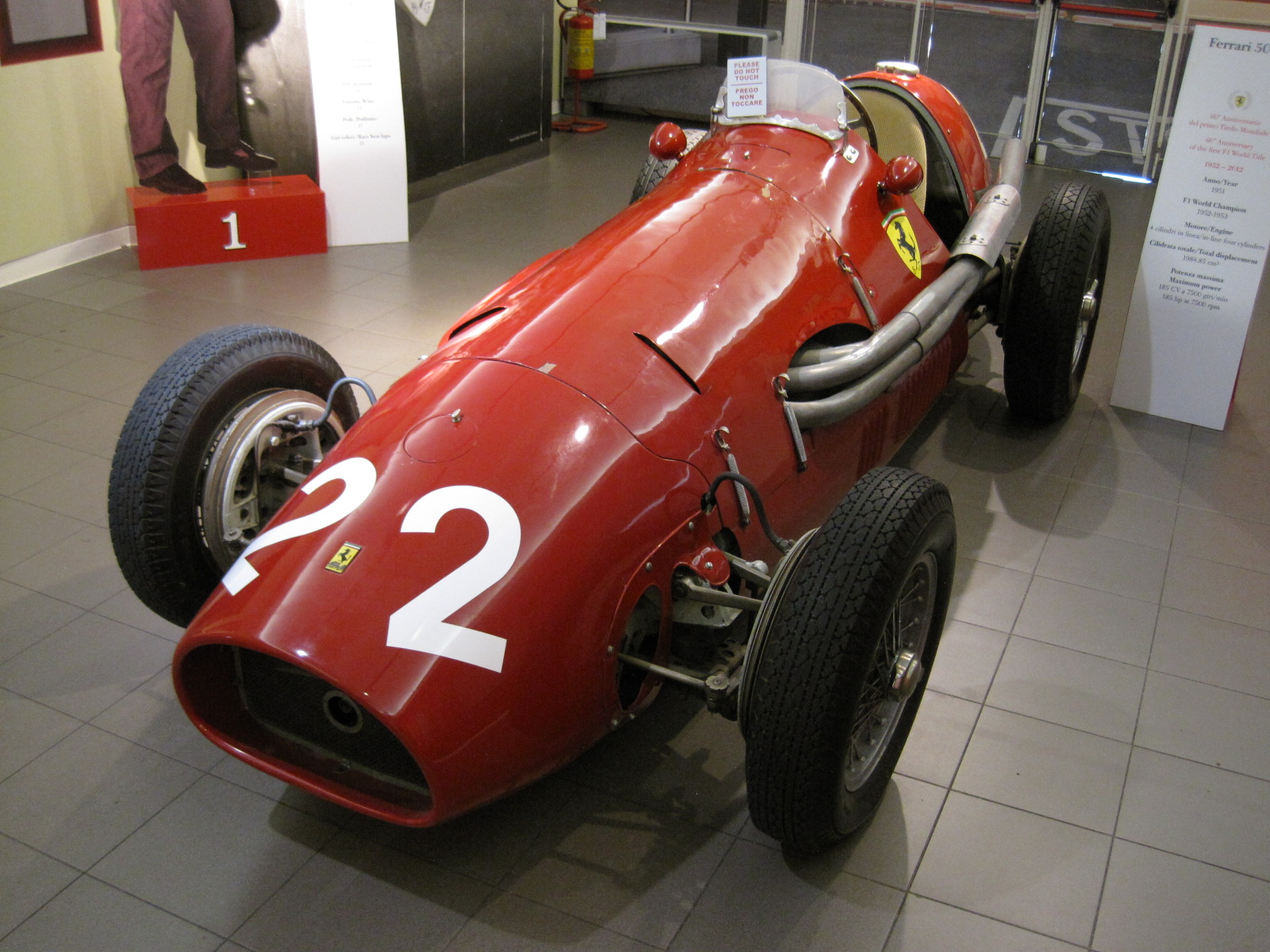
La Ferrari 500 F2, jusqu'alors invaincue en championnat.

Disposant d'un quatre cylindres développant environ 180 chevaux à 7500 tr/min, la 500 F2 n'est pas cette année la plus puissante du plateau (le six cylindres Maserati est légèrement supérieur dans ce domaine), mais demeure la plus homogène grâce à sa souplesse d'utilisation, sa bonne motricité, ses qualités de freinage et surtout sa très grande fiabilité. La Scuderia Ferrari a engagé quatre voitures pour ses pilotes habituels, les Italiens Alberto Ascari, Luigi Villoresi, Giuseppe Farina et le Britannique Mike Hawthorn. Le pilote français Louis Rosier est également présent sur sa monoplace personnelle, légèrement moins puissante, les versions clients étant bridées à 6500 tr/min.
- Maserati A6SSG "Usine"

Évolution de la Maserati A6GCM de 1952, la version A6SSG (également désignée A6GCM « Interim ») est la plus rapide des F2, grâce à son moteur six cylindres développant 190 chevaux à 7500 tr/min. Elle est toutefois un peu plus lourde que la Ferrari 500, et son pont arrière rigide la pénalise en motricité. Les épreuves précédentes ont révélé une faiblesse au niveau de la transmission, qui lui a coûté la victoire lors du dernier Grand Prix de Belgique sur le rapide circuit de Spa-Francorchamps, où José Froilán González et Juan Manuel Fangio avaient nettement dominé les Ferrari en début de course. Les deux Argentins sont épaulés par leur compatriote Onofre Marimon et par le vétéran italien Felice Bonetto. Aux quatre voitures d'usine s'ajoute la monoplace privée d'Emmanuel de Graffenried, préparée par la Scuderia Platé.
- Gordini T16 "Usine"

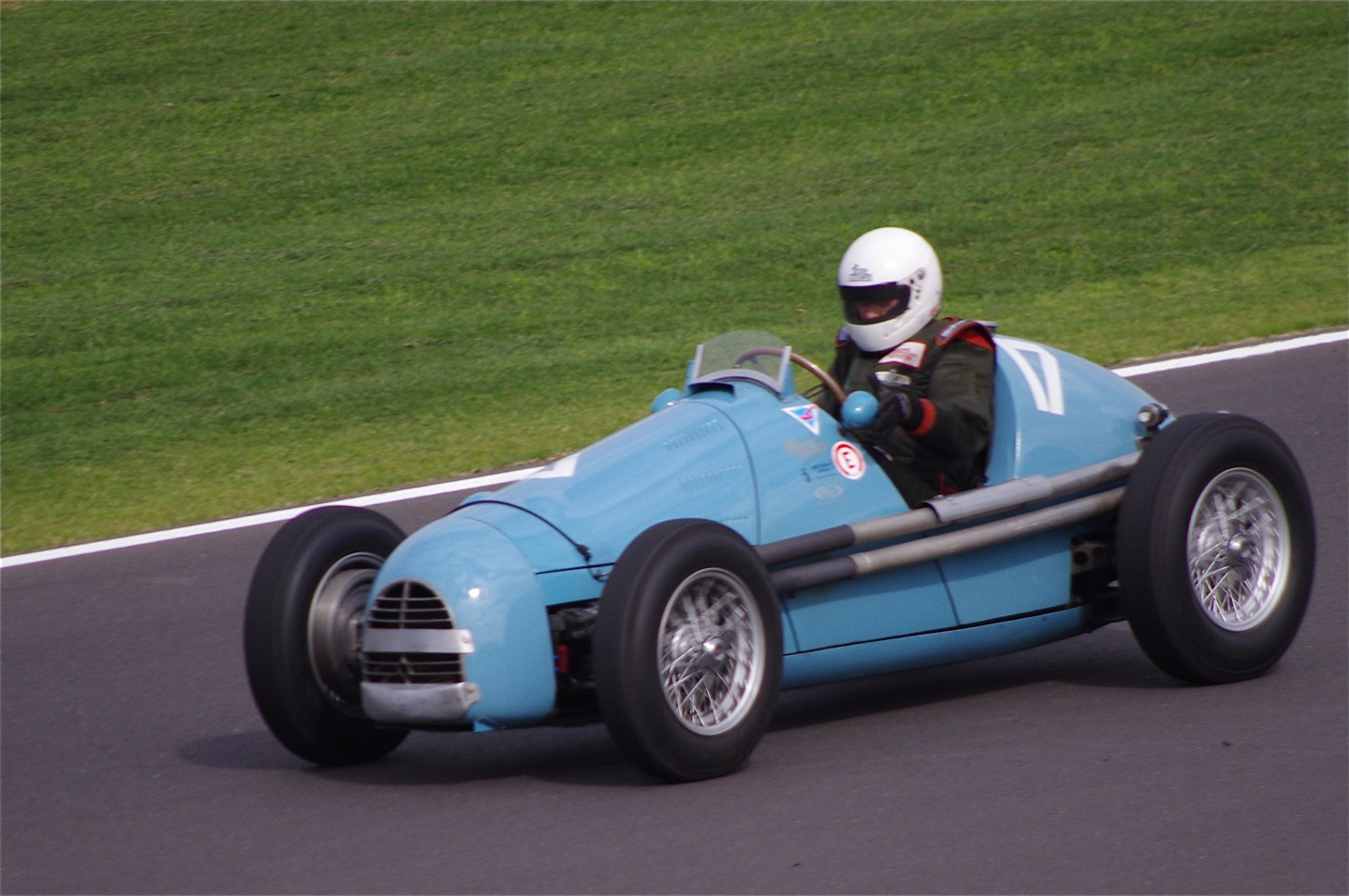
Une Gordini Type 16, lors d'une course historique.

Amédée Gordini a engagé quatre T16, trois pour ses pilotes habituels Jean Behra, Maurice Trintignant et Harry Schell, la quatrième étant dévolue à l'Argentin Roberto Mieres (qui avait remplacé Behra, alors blessé, au Grand Prix des Pays-Bas). Ces monoplaces, équipées d'un moteur six cylindres maison développant environ 160 chevaux, sont assez agiles mais souffrent souvent d'une mauvaise préparation, la petite structure ayant des difficultés à gérer ses nombreuses participations en Grands Prix et en Sport.
- Connaught A "Usine"

L'usine a engagé deux Connaught « Type A » pour Roy Salvadori et le Prince Bira, l'Écurie Belge ayant amené une troisième voiture pour Johnny Claes. Déçu par les performances de ces lourdes monoplaces qui ne disposent que de 150 chevaux, Stirling Moss a récemment quitté l'équipe pour piloter une Cooper.
- HWM 53 "Usine"

Comme à Francorchamps deux semaines auparavant, l'équipe britannique HWM a engagé trois voitures : deux pour ses pilotes habituels Peter Collins et Lance Macklin, la troisième pour le pilote français Yves Giraud-Cabantous. Ces monoplaces sont équipées d'un moteur Alta développant 160 chevaux à 6100 tr/min, et d'une boîte de vitesses pré-sélective Wilson.
- Cooper

Bien qu'officiellement engagée par l'usine, la Cooper-Alta Special pilotée par Stirling Moss est en fait un modèle spécifique développé par Ray Martin et John Cooper sur la base d'un châssis Cooper MkII, et construit par Alf Francis et Tony Robinson. Cette monoplace est équipée de freins à disques à l'avant. Alimenté par des carburateurs Weber, le moteur Alta de 160 chevaux est accouplé à une boîte à quatre rapports. Les Britanniques Bob Gerard et Ken Wharton sont également présents, à titre privé, sur des T23 à moteur six cylindres Bristol développant environ 150 chevaux.
- OSCA

Le Français Élie Bayol et le vétéran monégasque Louis Chiron ont engagé personnellement leurs O.S.C.A. Type 20. Ces monoplaces, développées par les frères Maserati en 1952, sont équipées d'un moteur six cylindres développant environ 170 chevaux. Équipé d'un pont De Dion, leur châssis est dérivé de la F1 de 1951 et de ce fait accuse un poids assez important.

## Coureurs inscrits
| no | Pilote                  | Écurie                    | Constructeur | Châssis        | Moteur         | Pneumatiques |
| -- | ----------------------- | ------------------------- | ------------ | -------------- | -------------- | ------------ |
| 2  | Jean Behra              | Equipe Gordini            | Gordini      | Gordini T16    | Gordini L6     | E            |
| 4  | Maurice Trintignant     | Equipe Gordini            | Gordini      | Gordini T16    | Gordini L6     | E            |
| 6  | Harry Schell            | Equipe Gordini            | Gordini      | Gordini T16    | Gordini L6     | E            |
| 8  | Roberto Mieres          | Equipe Gordini            | Gordini      | Gordini T16    | Gordini L6     | E            |
| 10 | Alberto Ascari          | Scuderia Ferrari          | Ferrari      | Ferrari 500    | Ferrari L4     | P            |
| 12 | Luigi Villoresi         | Scuderia Ferrari          | Ferrari      | Ferrari 500    | Ferrari L4     | P            |
| 14 | Giuseppe Farina         | Scuderia Ferrari          | Ferrari      | Ferrari 500    | Ferrari L4     | P            |
| 16 | Mike Hawthorn           | Scuderia Ferrari          | Ferrari      | Ferrari 500    | Ferrari L4     | P            |
| 18 | Juan Manuel Fangio      | Officine Alfieri Maserati | Maserati     | Maserati A6SSG | Maserati L6    | P            |
| 20 | José Froilán González   | Officine Alfieri Maserati | Maserati     | Maserati A6SSG | Maserati L6    | P            |
| 22 | Onofre Marimon          | Officine Alfieri Maserati | Maserati     | Maserati A6SSG | Maserati L6    | P            |
| 24 | Felice Bonetto          | Officine Alfieri Maserati | Maserati     | Maserati A6SSG | Maserati L6    | P            |
| 26 | Lance Macklin           | HW Motors                 | HWM          | HWM 53         | Alta L4        | D            |
| 28 | Peter Collins           | HW Motors                 | HWM          | HWM 53         | Alta L4        | D            |
| 30 | Yves Giraud-Cabantous   | HW Motors                 | HWM          | HWM 53         | Alta L4        | D            |
| 32 | Louis Chiron            | Privé                     | O.S.C.A.     | OSCA 20        | O.S.C.A. L6    | P            |
| 34 | Élie Bayol              | Privé                     | O.S.C.A.     | OSCA 20        | O.S.C.A. L6    | P            |
| 36 | Stirling Moss           | Cooper Car Company        | Cooper       | Cooper Special | Alta L4        | D            |
| 38 | Bob Gerard              | Privé                     | Cooper       | Cooper T23     | Bristol L6     | D            |
| 40 | Ken Wharton             | Privé                     | Cooper       | Cooper T23     | Bristol L6     | D            |
| 42 | Prince Bira             | Connaught Engineering     | Connaught    | Connaught A    | Lea Francis L4 | D            |
| 44 | Louis Rosier            | Écurie Rosier             | Ferrari      | Ferrari 500    | Ferrari L4     | D            |
| 46 | Emmanuel de Graffenried | Privé                     | Maserati     | Maserati A6SSG | Maserati L6    | P            |
| 48 | Johnny Claes            | Écurie Belge              | Connaught    | Connaught A    | Lea Francis L4 | E            |
| 50 | Roy Salvadori           | Connaught Engineering     | Connaught    | Connaught A    | Lea Francis L4 | D            |

## Qualifications
Les séances qualificatives se déroulent le vendredi et le samedi précédant la course, par beau temps. Si la première journée n'est pas très disputée, la seconde va être l'objet d'une belle bataille entre les pilotes Ferrari et les pilotes Maserati. C'est tout d'abord José Froilán González (Maserati) qui établit un temps de référence, mais rapidement Alberto Ascari et Luigi Villoresi améliorent; sur ce circuit comportant deux épingles, la bonne motricité et les qualités de freinage des Ferrari compensent leur puissance légèrement. González essaie bien de répliquer, mais ne peut battre Ascari qui a tourné à 186,4 km/h de moyenne. Empruntant la voiture de Felice Bonetto, l'Argentin s'approche à trois dixièmes du temps réalisé par le champion du monde, réalisant le deuxième temps des essais. Ascari partira donc de la pole position, aux côtés de Bonetto (qui bénéficie de la performance de son coéquipier), Villoresi complétant la première ligne.
Juan Manuel Fangio et José Froilán González partiront côte à côte en seconde ligne, devant les deux Ferrari de Giuseppe Farina et Mike Hawthorn et la Maserati d'Onofre Marimon. Les monoplaces italiennes ont une nouvelle fois largement dominé les essais : en incluant les voitures privées d'Emmanuel de Graffenried et de Louis Rosier, ce sont cinq Ferrari et cinq Maserati que l'on retrouvent aux dix premières places de la grille ! Première monoplace britannique, la Connaught du Prince Bira est reléguée en cinquième ligne, à douze secondes de la pole position. Quant aux Gordini, elles n'ont pu être préparées à temps pour les essais (l'équipe des mécaniciens étant accaparée par l'épreuve des 12 Heures), seul Harry Schell ayant pu effectuer un tour lancé. Les quatre monoplaces françaises partiront donc en fond de grille.
| Pos. | no | Pilote                               | Écurie    | Temps        | Écart    | Note                                                     |
| ---- | -- | ------------------------------------ | --------- | ------------ | -------- | -------------------------------------------------------- |
| 1    | 10 | Alberto Ascari                       | Ferrari   | 2 min 41 s 2 | -        | Temps réalisé le samedi                                  |
| 2    | 24 | Felice Bonetto José Froilán González | Maserati  | 2 min 41 s 5 | + 0 s 3  | Monoplace attribuée à Bonetto Temps réalisé par González |
| 3    | 12 | Luigi Villoresi                      | Ferrari   | 2 min 41 s 9 | + 0 s 7  |                                                          |
| 4    | 18 | Juan Manuel Fangio                   | Maserati  | 2 min 42 s 0 | + 0 s 8  |                                                          |
| 5    | 20 | José Froilán González                | Maserati  | 2 min 42 s 4 | + 1 s 2  |                                                          |
| 6    | 14 | Giuseppe Farina                      | Ferrari   | 2 min 42 s 5 | + 1 s 3  |                                                          |
| 7    | 16 | Mike Hawthorn                        | Ferrari   | 2 min 43 s 5 | + 2 s 3  |                                                          |
| 8    | 22 | Onofre Marimon                       | Maserati  | 2 min 44 s 7 | + 3 s 5  |                                                          |
| 9    | 46 | Emmanuel de Graffenried              | Maserati  | 2 min 46 s 1 | + 4 s 9  |                                                          |
| 10   | 44 | Louis Rosier                         | Ferrari   | 2 min 49 s 6 | + 8 s 4  |                                                          |
| 11   | 42 | Prince Bira                          | Connaught | 2 min 53 s 2 | + 12 s 0 |                                                          |
| 12   | 38 | Bob Gerard                           | Cooper    | 2 min 54 s 2 | + 13 s 0 |                                                          |
| 13   | 36 | Stirling Moss                        | Cooper    | 2 min 55 s 7 | + 14 s 5 |                                                          |
| 14   | 40 | Ken Wharton                          | Cooper    | 2 min 55 s 8 | + 14 s 6 |                                                          |
| 15   | 34 | Élie Bayol                           | O.S.C.A.  | 2 min 56 s 9 | + 15 s 7 |                                                          |
| 16   | 26 | Lance Macklin                        | HWM       | 2 min 57 s 2 | + 16 s 0 |                                                          |
| 17   | 28 | Peter Collins                        | HWM       | 3 min 02 s 0 | + 20 s 8 |                                                          |
| 18   | 30 | Yves Giraud-Cabantous                | HWM       | 3 min 06 s 7 | + 25 s 5 |                                                          |
| 19   | 50 | Roy Salvadori                        | Connaught | 3 min 23 s 0 | + 41 s 8 |                                                          |
| 20   | 6  | Harry Schell                         | Gordini   | 3 min 25 s 8 | + 44 s 6 |                                                          |
| 21   | 48 | Johnny Claes                         | Connaught | pas de temps | -        |                                                          |
| 22   | 2  | Jean Behra                           | Gordini   | pas de temps | -        |                                                          |
| 23   | 4  | Maurice Trintignant                  | Gordini   | pas de temps | -        |                                                          |
| 24   | 8  | Roberto Mieres                       | Gordini   | pas de temps | -        |                                                          |
| 25   | 32 | Louis Chiron                         | O.S.C.A.  | pas de temps | -        |                                                          |

## Grille de départ du Grand Prix
| 1re ligne | Pos. 3                           |                                | Pos. 2                        |                                   | Pos. 1                       |
|           | Villoresi Ferrari 2 min 41 s 9   |                                | Bonetto Maserati 2 min 41 s 5 |                                   | Ascari Ferrari 2 min 41 s 2  |
| 2e ligne  |                                  | Pos. 5                         |                               | Pos. 4                            |                              |
|           |                                  | González Maserati 2 min 42 s 4 |                               | Fangio Maserati 2 min 42 s 0      |                              |
| 3e ligne  | Pos. 8                           |                                | Pos. 7                        |                                   | Pos. 6                       |
|           | Marimon Maserati 2 min 44 s 7    |                                | Hawthorn Ferrari 2 min 43 s 5 |                                   | Farina Ferrari 2 min 42 s 5  |
| 4e ligne  |                                  | Pos. 10                        |                               | Pos. 9                            |                              |
|           |                                  | Rosier Ferrari 2 min 49 s 6    |                               | Graffenried Maserati 2 min 46 s 1 |                              |
| 5e ligne  | Pos. 13                          |                                | Pos. 12                       |                                   | Pos. 11                      |
|           | Moss Cooper 2 min 55 s 7         |                                | Gerard Cooper 2 min 54 s 2    |                                   | Bira Connaught 2 min 53 s 2  |
| 6e ligne  |                                  | Pos. 15                        |                               | Pos. 14                           |                              |
|           |                                  | Bayol O.S.C.A. 2 min 56 s 9    |                               | Wharton Cooper 2 min 55 s 8       |                              |
| 7e ligne  | Pos. 18                          |                                | Pos. 17                       |                                   | Pos. 16                      |
|           | Cabantous HWM 3 min 06 s 7       |                                | Collins HWM 3 min 02 s 0      |                                   | Macklin HWM 2 min 57 s 2     |
| 8e ligne  |                                  | Pos. 20                        |                               | Pos. 19                           |                              |
|           |                                  | Schell Gordini 3 min 25 s 8    |                               | Salvadori Connaught 3 min 23 s 0  |                              |
| 9e ligne  | Pos. 23                          |                                | Pos. 22                       |                                   | Pos. 21                      |
|           | Trintignant Gordini pas de temps |                                | Behra Gordini pas de temps    |                                   | Claes Connaught pas de temps |
| 10e ligne |                                  | Pos. 25                        |                               | Pos. 24                           |                              |
|           |                                  | Chiron O.S.C.A. pas de temps   |                               | Mieres Gordini pas de temps       |                              |

- Le temps de qualification de la Maserati de Felice Bonetto (2e sur la grille) fut réalisé par José Froilán González lors de la seconde journée d'essais[7].

## Déroulement de la course
Le départ du Grand Prix est donné à quinze heures, par temps chaud et ensoleillé. Les Ferrari ne sont présentées sur la grille de départ qu'à la dernière minute, la Scuderia ayant menacé de se retirer à la suite de la disqualification d'une de ses voitures dans l'épreuve des 12 Heures de Reims, réservée aux voitures de Sport, qui s'est courue entre minuit et midi.
La plupart des concurrents ont prévu une course non-stop; l'équipe Maserati a toutefois pris la décision (secrète) de faire partir José Froilán González avec des réservoirs à moitié pleins, pour adopter d'emblée un rythme très soutenu dans le but de faire casser les Ferrari.
Au baisser du drapeau, Felice Bonetto (Maserati), en première ligne, s'écarte sur la gauche, ouvrant le passage à ses coéquipiers González et Fangio, partis juste derrière lui. Les trois Maserati attaquent de front la ligne droite, avec quelques longueurs d'avance sur les pilotes Ferrari, qui se sont fait surprendre. Jouant parfaitement son rôle de lièvre, exploitant au mieux sa monoplace allégée, González prend immédiatement le large et repasse devant les tribunes avec près de trois secondes d'avance sur la Ferrari d'Alberto Ascari, qui malgré son départ manqué a rapidement dépassé Fangio et Bonetto au cours de ce premier tour. Son coéquipier Luigi Villoresi a également réagi : troisième, il emmène le premier peloton groupé comprenant Bonetto, Mike Hawthorn, Fangio, Onofre Marimon et Giuseppe Farina, ces six pilotes étant déjà à cinq secondes du leader. On trouve donc aux huit premières places les quatre Maserati et les quatre Ferrari d'usine, nettement détachées des autres concurrents emmenés par la Maserati privée d'Emmanuel de Graffenried et la Connaught du Prince Bira, qui comptent déjà dix secondes de retard à l'issue de cette première boucle.
En tête, González mène un train d'enfer et augmente régulièrement son avance. Au cours du second tour, Bonetto prend la troisième place à Villoresi mais effectue un tête-à-queue au suivant, dans le virage de Thillois, perdant sept places et le contact avec le groupe de chasse; celui-ci est maintenant composé des trois Ferrari d'Ascari, Villoresi et Hawthorn, alors que Farina, Fangio et Marimon ont cédé un peu de terrain. Après cinq tours, l'avance du leader est déjà de six secondes mais les quatre Ferrari, groupées et changeant constamment leurs positions, s'aspirent mutuellement et vont parvenir à compenser en partie leur handicap de poids. Si bien qu'après dix tours leur retard se limite à sept secondes. Fangio et Marimon sont légèrement en retrait, en position d'attente. Derrière, Maurice Trintignant effectue un beau début de course sur sa Gordini, ayant pris le meilleur sur Graffenried.
González, soucieux de se construire une avance consistante avant son ravitaillement, ne relâche pas ses efforts, alors que le premier groupe de poursuivants semble temporiser quelque peu; si Ascari, Hawthorn et Villoresi continuent à rouler roues dans roues, prenant la seconde place à tour de rôle, leur retard sur la Maserati de tête se creuse à nouveau, pour atteindre une vingtaine de secondes au vingtième passage devant les tribunes. À quelques longueurs, après un début de course relativement prudent, Fangio s'est rapproché de Farina, cinquième. Si Marimon occupe toujours la septième place, c'est désormais Bonetto qui est huitième devant Graffenried, Trintignant ayant dû renoncer, pignon d'attaque de pont cassé.
Ayant rejoint Farina, Fangio le dépasse au cours du vingt-troisième tour, qu'il accomplit à plus de 185 km/h de moyenne. Au suivant, Farina fait mieux, à près de 186 km/h, et reprend la cinquième place. Tous deux ont rejoint Villoresi, qui a perdu le contact avec Ascari et Hawthorn. Au vingt-cinquième, Fangio établit un nouveau record du tour à 186,5 km/h, dépassant coup sur coup Farina, Villoresi et Hawthorn. Il est désormais troisième, dans les roues d'Ascari. Il reste quelques tours dans le sillage du champion du monde, puis le dépasse au cours du vingt-neuvième tour, au moment où González s'arrête au stand pour ravitailler en carburant. L'opération dure moins de trente secondes, mais l'avance de l'Argentin n'était pas suffisante pour lui permettre de conserver la tête de la course. Lorsqu'il repart, Fangio, Ascari, Hawthorn, Farina et Marimon sont déjà passés. À la mi-course, Fangio occupe la première place, Hawthorn et Ascari dans ses roues. Quatrième, Farina a perdu le contact et roule isolé, comptant sept secondes de retard. Le cinquième est maintenant Marimon, alors que González, reparti sixième juste devant Villoresi, compte dix-huit secondes de retard sur le groupe de tête.
La bataille s'engage entre Fangio et Hawthorn : roulant roues dans roues, voire souvent côte à côte, les deux pilotes entament un continuel chassé-croisé et se détachent d'Ascari. Ce dernier est bientôt rejoint par Farina, tandis que González, au prix d'une grosse attaque, remonte rapidement sur Marimon. Villoresi, voulant ménager sa machine, a un peu levé le pied; il perd de ce fait l'aspiration des Maserati qui le précédaient et se retrouve nettement lâché. Au trente-quatrième tour, alors que la lutte est indécise entre Fangio et Hawthorn, les deux hommes passant de front devant les stands, González prend le meilleur sur son coéquipier Marimon et s'empare de la cinquième place. Les deux Argentins se rapprochent rapidement d'Ascari et Farina qui bataillent pour la troisième place. La jonction est bientôt faite, et les quatre pilotes vont se disputer âprement la troisième position, à quelques secondes des hommes de tête.
Fangio est en tête à la fin du quarantième tour. Il pousse au maximum, mais malgré ses efforts ne parvient pas à se débarrasser d'Hawthorn; à chaque boucle, le même scénario se répète : le champion argentin a quelques mètres d'avance au passage de Muizon, mais la Ferrari du Britannique bénéficie d'un bien meilleur freinage et recolle à la Maserati au freinage de Thillois, les deux pilotes repassant de front devant les tribunes ! Le public, partagé entre les supporters du champion argentin et ceux du jeune Britannique, se passionne de plus en plus, le suspense étant à son comble. D'autant que la lutte pour les places d'honneur est également très animée, entre Farina, Ascari, González et Marimon. Alors qu'il vient de prendre l'avantage, Farina, gêné par des projections d'huile venant de son moteur, doit ralentir et perd le contact avec le groupe, tandis qu'une pierre heurtant la Maserati de Marimon va forcer le jeune Argentin à s'arrêter longuement au stand pour remplacement du radiateur. On assiste dès lors à deux duels : si la victoire semble devoir se jouer entre Fangio et Hawthorn, à quelques encablures leurs coéquipiers respectifs González et Ascari, dans des styles totalement opposés, en décousent pour la troisième place.
Jusqu'au terme de la course, la bataille reste indécise, et l'attitude chevaleresque des deux pilotes force le respect : dépassant un attardé dans la ligne droite des stands, Hawthorn va jusqu'à élargir délibérément sa trajectoire, mettant deux roues dans l'herbe, afin que Fangio, dans son sillage, ne soit pas gêné; en signe de reconnaissance, Fangio remerciera d'un geste élégant. Les deux pilotes sont parfois si proches l'un de l'autre qu'Hawthorn parvient à lire le compte-tours de son adversaire ! Dans les tout derniers tours, Hawthorn parvient à prendre quelques longueurs d'avance sur Fangio, mais à l'abord de l'ultime boucle celui-ci est revenu dans les roues du Britannique. Lorsqu'ils abordent pour la dernière fois la longue ligne droite, Fangio a une longueur d'avance, il est cependant handicapé par des garnitures de freins fatiguées et la perte de son premier rapport de boîte. À l'approche de Thillois, il retarde au maximum son freinage, mais Hawthorn parvient à freiner encore plus tard, sortant le premier du virage, alors que l'Argentin doit corriger un léger travers qui lui fait perdre le contact. Acclamé par la foule, le jeune pilote Ferrari franchit la ligne d'arrivée une seconde devant Fangio, qui manque de se faire déborder au finish par son coéquipier González, bien revenu, qui est parvenu à se débarrasser d'Ascari, quatrième à quelques longueurs. Finalement, moins de cinq secondes séparent les quatre premiers de l'épreuve, dont l'intensité lui vaudra le nom de « course du siècle » dans de nombreux journaux. Cinquième et sixième, Farina et Villoresi terminent dans le même tour, mais à plus d'une minute du vainqueur.

### Classements intermédiaires
Classements intermédiaires des monoplaces aux premier, deuxième, quatrième, cinquième, dixième, vingtième, vingt-cinquième, trentième, quarantième et cinquantième tours,.

### Classement de la course
| Pos  | No | Pilote                  | Voiture               | Tours | Temps/Abandon     | Grille | Points |
| ---- | -- | ----------------------- | --------------------- | ----- | ----------------- | ------ | ------ |
| 1    | 16 | Mike Hawthorn           | Ferrari               | 60    | 2 h 44 min 18 s 6 | 7      | 8      |
| 2    | 18 | Juan Manuel Fangio      | Maserati              | 60    | + 1 s 0           | 4      | 7      |
| 3    | 20 | José Froilán González   | Maserati              | 60    | + 1 s 4           | 5      | 4      |
| 4    | 10 | Alberto Ascari          | Ferrari               | 60    | + 4 s 6           | 1      | 3      |
| 5    | 14 | Giuseppe Farina         | Ferrari               | 60    | + 1 min 07 s 6    | 6      | 2      |
| 6    | 12 | Luigi Villoresi         | Ferrari               | 60    | + 1 min 15 s 9    | 3      |        |
| 7    | 46 | Emmanuel de Graffenried | Maserati              | 58    | + 2 tours         | 9      |        |
| 8    | 44 | Louis Rosier            | Ferrari               | 56    | + 4 tours         | 10     |        |
| 9    | 22 | Onofre Marimon          | Maserati              | 55    | + 5 tours         | 8      |        |
| 10   | 2  | Jean Behra              | Gordini               | 55    | + 5 tours         | 22     |        |
| 11   | 38 | Bob Gerard              | Cooper-Bristol        | 55    | + 5 tours         | 12     |        |
| 12   | 48 | Johnny Claes            | Connaught-Lea Francis | 53    | + 7 tours         | 21     |        |
| 13   | 28 | Peter Collins           | HWM-Alta              | 52    | + 8 tours         | 17     |        |
| 14   | 30 | Yves Giraud Cabantous   | HWM-Alta              | 50    | + 10 tours        | 18     |        |
| 15   | 32 | Louis Chiron            | O.S.C.A.              | 43    | + 17 tours        | 25     |        |
| Abd. | 24 | Felice Bonetto          | Maserati              | 42    | Moteur            | 2      |        |
| Abd. | 36 | Stirling Moss           | Cooper-Alta           | 38    | Embrayage         | 13     |        |
| Abd. | 42 | Prince Bira             | Connaught-Lea Francis | 29    | Différentiel      | 11     |        |
| Abd. | 34 | Élie Bayol              | O.S.C.A.              | 18    | Moteur            | 15     |        |
| Abd. | 40 | Ken Wharton             | Cooper-Bristol        | 17    | Roulement de roue | 14     |        |
| Abd. | 4  | Maurice Trintignant     | Gordini               | 14    | Transmission      | 23     |        |
| Abd. | 26 | Lance Macklin           | HWM-Alta              | 9     | Embrayage         | 16     |        |
| Abd. | 6  | Harry Schell            | Gordini               | 4     | Moteur            | 20     |        |
| Abd. | 8  | Roberto Mieres          | Gordini               | 4     | Transmission      | 24     |        |
| Abd. | 50 | Roy Salvadori           | Connaught-Lea Francis | 2     | Allumage          | 19     |        |

Légende:
- Abd.=Abandon

### Pole position et record du tour
- Pole position :  Alberto Ascari en 2 min 41 s 2 (vitesse moyenne : 186,409 km/h). Temps réalisé lors de la séance qualificative du samedi 4 juillet[8].
- Meilleur tour en course :  Juan Manuel Fangio en 2 min 41 s 0 (vitesse moyenne : 186,641 km/h) au vingt-cinquième tour.

#### Évolution du record du tour en course
Le record de la piste fut amélioré sept fois au cours de l'épreuve.

### Tours en tête
- José Froilán González : 29 tours (1-29)
- Juan Manuel Fangio : 17 tours (30-31 / 35-36 / 39-41 / 45-47 / 49-53 / 55-56)
- Mike Hawthorn : 14 tours (32-34 / 37-38 / 42-44 / 48 / 54 / 57-60)

## Classement général à l'issue de la course
- attribution des points : 8, 6, 4, 3, 2 respectivement aux cinq premiers de chaque épreuve et 1 point supplémentaire pour le pilote ayant accompli le meilleur tour en course (signalé par un astérisque)
- Le règlement permet aux pilotes de se relayer sur une même voiture, les points éventuellement acquis étant alors partagés. Sam Hanks et Duane Carter marquent chacun deux points pour leur troisième place à Indianapolis, Fred Agabashian et Paul Russo marquent chacun un point et demi pour leur quatrième place dans cette même course, Felice Bonetto et José Froilán González marquent chacun deux points pour leur troisième place aux Pays-Bas.
- Sur dix épreuves qualificatives prévues pour le championnat du monde 1953, neuf seront effectivement courues : en septembre les organisateurs du Grand Prix d'Espagne (programmé le 26 octobre) annuleront l'épreuve à la suite de l'annonce du forfait de la Scuderia Ferrari pour cette course[11].

| Pos. | Pilote                  | Écurie       | Points | ARG | 500 | NL | BEL | FRA | GBR | ALL | SUI | ITA | ESP |
| ---- | ----------------------- | ------------ | ------ | --- | --- | -- | --- | --- | --- | --- | --- | --- | --- |
| 1    | Alberto Ascari          | Ferrari      | 28     | 9*  | -   | 8  | 8   | 3   |     |     |     |     |     |
| 2    | Mike Hawthorn           | Ferrari      | 14     | 3   | -   | 3  | -   | 8   |     |     |     |     |     |
| 3    | Luigi Villoresi         | Ferrari      | 13     | 6   | -   | 1* | 6   | -   |     |     |     |     |     |
| 4    | José Froilán González   | Maserati     | 11     | 4   | -   | 2  | 1*  | 4   |     |     |     |     |     |
| 5    | Bill Vukovich           | Kurtis Kraft | 9      | -   | 9*  | -  | -   | -   |     |     |     |     |     |
| 6    | Giuseppe Farina         | Ferrari      | 8      | -   | -   | 6  | -   | 2   |     |     |     |     |     |
| 7    | Juan Manuel Fangio      | Maserati     | 7      | -   | -   | -  | -   | 7*  |     |     |     |     |     |
| 8    | Art Cross               | Kurtis Kraft | 6      | -   | 6   | -  | -   | -   |     |     |     |     |     |
| 9    | Emmanuel de Graffenried | Maserati     | 5      | -   | -   | 2  | 3   | -   |     |     |     |     |     |
| 10   | Onofre Marimon          | Maserati     | 4      | -   | -   | -  | 4   | -   |     |     |     |     |     |
| 11   | Sam Hanks               | Kurtis Kraft | 2      | -   | 2   | -  | -   | -   |     |     |     |     |     |
|      | Duane Carter            | Kurtis Kraft | 2      | -   | 2   | -  | -   | -   |     |     |     |     |     |
|      | Felice Bonetto          | Maserati     | 2      | -   | -   | 2  | -   | -   |     |     |     |     |     |
|      | Oscar Alfredo Gálvez    | Maserati     | 2      | 2   | -   | -  | -   | -   |     |     |     |     |     |
|      | Jack McGrath            | Kurtis Kraft | 2      | -   | 2   | -  | -   | -   |     |     |     |     |     |
|      | Maurice Trintignant     | Gordini      | 2      | -   | -   | -  | 2   | -   |     |     |     |     |     |
| 17   | Fred Agabashian         | Kurtis Kraft | 1,5    | -   | 1,5 | -  | -   | -   |     |     |     |     |     |
|      | Paul Russo              | Kurtis Kraft | 1,5    | -   | 1,5 | -  | -   | -   |     |     |     |     |     |

## À noter
- 1re victoire en championnat du monde pour Mike Hawthorn.
- 14e victoire en championnat du monde pour Ferrari en tant que constructeur.
- 14e victoire en championnat du monde pour Ferrari en tant que motoriste.